# 王彪 (1961年)
王彪（1961年11月—），浙江黄岩人，中国作家，一级编剧，代表作有编剧作品《红日》、《东方红》、《最高特赦》、《大明王朝》，长篇小说《复眼》，小说集《致命的模仿》、《隐秘冲动》等。1982年毕业于浙江师范大学中文系。曾担任文学大师巴金的助理，《东海》杂志主编，中国作家协会会员。